# Dialóg Campus Kiadó
A Dialóg Campus Kiadó 1996-ban alapított magyar kiadó. 2016. augusztus 1-jétől a Nemzeti Közszolgálati Egyetem kiadójaként működik.

## Címe
2016. augusztus 1-jétől: 1083 Budapest, Ludovika tér 2.

## 1996-2016.
A kiadót 1996-ban Schenk János és Dr. Bázing Zsuzsanna alapította és vezette 2016-ig. Ezen idő alatt a jogtudományok, sporttudomány, regionális tudományok, jogi szakvizsga segédkönyvek területén és több más tudományterületen is jelentős számban jelentetett meg munkákat. 2009-2015 között több nagyobb elektronikus tananyagfejlesztési projektek részvevője egyetemek partnereként. A szélesebb olvasóközönség felé életsegítő munkákat és gyermeknevelési könyveket kínált fel.  

## A Nemzeti Közszolgálati Egyetem kiadójaként
2016. augusztus 1-jétől a Nemzeti Közszolgálati Egyetem kiadójaként a profilja (az egyetem képzésterületeinek megfelelően), az államtudomány, közigazgatás-tudomány, nemzetközi és európai tanulmányok, nemzetbiztonság, hadtudomány és rendészettudomány területén egyetemi szakkönyvekkel, tankönyvekkel és jegyzetekkel bővült. Azóta Nordex Kulturális és Kereskedelmi Nonprofit Kft. adja ki. Ügyvezető igazgató: Petró Ildikó. A Kiadó honlapja:
www.dialogcampus.hu.